# 安藝路快車
安藝路快車（安藝路Liner，日语： Akiji raina */?）號列車是由西日本旅客鐵道（JR西日本）運行於廣島站至廣站之間的快速列車。列車在上述行走區間以外，會以普通列車的身份延長行走區間，並沒有附上列車愛稱。
此條目會同時記述在同一區間中，於早上前往廣島方向的通勤快車（通勤Liner，日语： Tsūkin raina */?），以及曾經於吳線上行走的快速列車（包含沒有列車愛稱的班次）。

## 概要
吳線的快速列車在電氣化完成後的1970年10月1日時間表修正中開始登場。隨著引入城市電車，使普通列車加班，於1985年3月14日時間表修正中一度全部取消。（詳情參見吳線#歷史）
在國鐵分割民營化後一段時期，吳線內繼續只有普通列車行走。在1996年3月16日時間表修正，吳線的快速列車復活。
當初這些列車單以「快速」稱呼，後來在公開招募名稱後，選擇了「安藝路快車」作為列車愛稱，並於1999年2月7日時間表修正開始使用該列車愛稱名字。但是，當時只於廣島分社發行的時間表中記載這些愛稱。後來由愛稱改變為列車名稱，開始在全國版時間表中記載這列車名稱。在2004年10月15日時間表修正中，隨著日間班次開始增加停車站，早上和黃昏列車變成為「通勤快車」以作分辨。後來「通勤快車」開始改變為「安藝路快車」，於2017年3月4日時間表修正起，「通勤快車」只剩下早上前往廣島方向的班次。
在快速運輸區間中，只有廣島站至吳站之間。吳站至廣站之間各站停車。所有「安藝路快車」列車，以及部分「通勤快車」列車於廣島站、廣站時會把列車類別變為普通列車，並取消列車名稱。這些普通列車最遠會直通至糸崎站、南岩國站、梅林站（部分「通勤快車」列車會在廣島站變成快速「城市快車」（City Liner））。
在日間，「安藝路快車」班次會使用227系3輛行走，這些都是一人控制列車，車內沒有收集車費設施。這些列車被稱為都市型一人控制列車。另一方面，在黃昏和晚上行走的列車中，不論任何列車長度，都會有車長執勤。此外，直通至山陽本線、可部線的列車中，都會有車長執勤。
由於列車在吳線部分車站需要等待對向列車，因此列車會在這些車站運輸停車。此外，在快速運輸區間中，「安藝路快車」不會追越普通列車（前行廣站的部分班次會在吳站追越普通列車）。因此在廣島站至吳站之間，「安藝路快車」行走所需時間比普通列車快約10分鐘。而「通勤快車」的所需時間會快於「安藝路快車」數分鐘。
在整個「安藝路快車」區間中，會與高速巴士路線Claire Line和廣島 - 蒲刈、豐濱、豐線（飛島Liner）進行競爭。

## 使用車輛
- 227系3輛編成，或2輛編成×2列之4輛編成

### 過去使用車輛(2019年3月前)
- 103系3輛或4輛編成
- 113系4輛編成
- 115系2輛或4輛編成
- 105系2輛或4輛（2輛編成×2列）編成（代走時使用）

## 行走時間、班次
日間每30分鐘一班，黃昏下行每60分鐘一班，上行每30至40分鐘一班。廣島站至吳站最快只需30分鐘。

## 停車站
安藝路快車
廣島站 - 海田市站 - 矢野站 - 坂站 - 吉浦站 - 吳站 - 安藝阿賀站 - 新廣站 - 廣站
通勤快車
廣島站 - 矢野站 - 吳站 - 安藝阿賀站 - 新廣站 - 廣站
| 停車站的變遷（國鐵分割民營化後） |      |        |      |        |      |    |      |        |              |      |          |      |        |    |          |      |    |                                                  |
| ●：停站、▲只有安藝路快車停站、―：通過、／：車站未啟用 |      |        |      |        |      |    |      |        |              |      |          |      |        |    |          |      |    |                                                  |
| \| \| 廣島 \| 天神川 \| 向洋 \| 海田市 \| 矢野 \| 坂 \| 水尻 \| 小屋浦 \| 吳波多比亞站 \| 天應 \| 狩留賀濱 \| 吉浦 \| 川原石 \| 吳 \| 安藝阿賀 \| 新廣 \| 廣 \| 備註 \| \| 1996年3月16日 \| ● \| ／ \| ― \| ― \| ― \| ― \| ／ \| ― \| ― \| ― \| ／ \| ― \| ― \| ● \| ● \| ／ \| ● \| 開始運行。 \| \| 1999年2月7日 \| ● \| ／ \| ― \| ― \| ― \| ― \| ― \| ― \| ― \| ― \| ― \| ― \| ― \| ● \| ● \| ／ \| ● \| 水尻站、狩留賀濱站啟用並通過兩站。 \| \| 2002年3月23日 \| ● \| ／ \| ― \| ― \| ― \| ― \| ― \| ― \| ― \| ― \| ― \| ― \| ― \| ● \| ● \| ● \| ● \| 新廣站啟用，並停靠該站。 \| \| 2004年3月13日 \| ● \| ― \| ― \| ― \| ― \| ― \| ― \| ― \| ― \| ― \| ― \| ― \| ― \| ● \| ● \| ● \| ● \| 天神川站啟用，並通過該站。 \| \| 2004年10月16日 \| ● \| ▲ \| ― \| ― \| ▲ \| ▲ \| ― \| ― \| ― \| ― \| ― \| ― \| ― \| ● \| ● \| ● \| ● \| 安藝路快車加停天神川站、矢野站和坂站。 \| \| 2005年10月1日 \| ● \| ▲ \| ― \| ― \| ● \| ▲ \| ― \| ― \| ― \| ― \| ― \| ― \| ― \| ● \| ● \| ● \| ● \| 通勤快車加停矢野站。 \| \| 2012年3月17日 \| ● \| ― \| ― \| ▲ \| ● \| ▲ \| ― \| ― \| ― \| ― \| ― \| ▲ \| ― \| ● \| ● \| ● \| ● \| 安藝路快車通過天神川站，另加停海田市站、吉浦站。 \| |      |        |      |        |      |    |      |        |              |      |          |      |        |    |          |      |    |                                                  |
| | 廣島 | 天神川 | 向洋 | 海田市 | 矢野 | 坂 | 水尻 | 小屋浦 | 吳波多比亞站 | 天應 | 狩留賀濱 | 吉浦 | 川原石 | 吳 | 安藝阿賀 | 新廣 | 廣 | 備註                                             |
| 1996年3月16日 | ●    | ／     | ―    | ―      | ―    | ―  | ／   | ―      | ―            | ―    | ／       | ―    | ―      | ●  | ●        | ／   | ●  | 開始運行。                                       |
| 1999年2月7日 | ●    | ／     | ―    | ―      | ―    | ―  | ―    | ―      | ―            | ―    | ―        | ―    | ―      | ●  | ●        | ／   | ●  | 水尻站、狩留賀濱站啟用並通過兩站。               |
| 2002年3月23日 | ●    | ／     | ―    | ―      | ―    | ―  | ―    | ―      | ―            | ―    | ―        | ―    | ―      | ●  | ●        | ●    | ●  | 新廣站啟用，並停靠該站。                         |
| 2004年3月13日 | ●    | ―      | ―    | ―      | ―    | ―  | ―    | ―      | ―            | ―    | ―        | ―    | ―      | ●  | ●        | ●    | ●  | 天神川站啟用，並通過該站。                       |
| 2004年10月16日 | ●    | ▲      | ―    | ―      | ▲    | ▲  | ―    | ―      | ―            | ―    | ―        | ―    | ―      | ●  | ●        | ●    | ●  | 安藝路快車加停天神川站、矢野站和坂站。           |
| 2005年10月1日 | ●    | ▲      | ―    | ―      | ●    | ▲  | ―    | ―      | ―            | ―    | ―        | ―    | ―      | ●  | ●        | ●    | ●  | 通勤快車加停矢野站。                             |
| 2012年3月17日 | ●    | ―      | ―    | ▲      | ●    | ▲  | ―    | ―      | ―            | ―    | ―        | ▲    | ―      | ●  | ●        | ●    | ●  | 安藝路快車通過天神川站，另加停海田市站、吉浦站。 |

## 歷史
- 1970年（昭和45年）10月1日：實施時間表修正，行走廣站至廣島站之間的快速列車開始運行。停車站如下：廣站、吳站、海田市站和廣島站[1]。
- 1972年（昭和47年）3月15日：實施時間表修正（日语：1972年3月15日国鉄ダイヤ改正），行走於糸崎站至吳站之間的快速列車開始運行。停車站如下：糸崎站、三原站、忠海站、竹原站、安藝津站、安浦站、安藝川尻站、仁方站、廣站、吳站[注 3]。此外，行走於廣站至廣島站之間的快速列車變更為行走於吳站至廣島站之間[6]。
- 1978年（昭和53年）10月2日：實施53·10（日语：ゴーサントオ）時間表修正。快速列車加停安藝幸崎站和安藝阿賀站[7]。
- 1980年（昭和55年）10月1日：實施時間表修正（日语：1980年10月1日国鉄ダイヤ改正）。快速列車加停向洋站。行走於糸崎站至吳站之間的快速列車廢除[8]。
- 1984年（昭和59年）2月1日：實施時間表修正（日语：1984年2月1日国鉄ダイヤ改正），快速列車班次被削減[9]。
- 1985年（昭和60年）3月14日：實施時間表修正（日语：1985年3月14日国鉄ダイヤ改正）。行走吳站至廣島站之間的所有快速列車廢除[2]。
- 1996年（平成8年）3月16日：實施時間表修正。在11年後再次開設快速列車。快速列車於吳站至廣島站之間不停站。班次方面，只於早上10時時段至下午5時時段（以廣島站到發為基準），毎小時1班[3]。
- 1999年（平成11年）2月7日：實施時間表修正。開始使用「安藝路快車」作為愛稱。於早上繁忙時間新設下行4班，黃昏繁忙時間新設上行3班[4]。
- 2002年（平成14年）3月23日：實施時間表修正。由原本103系4輛編成中，把SeHa車廂撒走，以3卡編成行走班次，同時開始一人控制[10]。新廣站於同時啟用，「安藝路快車」加停該站[11]。
- 2003年（平成17年）10月1日：實施時間表修正。上行班次增加三班，使營運時間延長至從早上9時時段至晚上8時時段[12]。
- 2004年（平成16年）10月16日：實施時間表修正。日間班次加停天神川站、矢野站和坂站，毎小時2班。另外，部分班次再次使用4卡編成列車（兩人控制）。另外，吳站至廣島站之間不停站的早上繁忙時間班次之愛稱變更為「通勤快車」[13][14]。
- 2005年（平成17年）10月1日：實施時間表修正。通勤快車加停矢野站。
- 2010年（平成22年）3月13日：實施時間表修正。上下行各減少2班，部分時段毎小時1班[15][16]。
- 2012年（平成24年）3月17日：實施時間表修正。安藝路快車加停海田市站和吉浦站，並通過天神川站。在2年後回復毎小時2班[17][18]。
- 2015年（平成27年）3月14日：實施時間表修正。開始使用227系行走班次，不再使用103系[19]。
- 2016年（平成28年）3月26日：實施時間表修正。星期六及假日的「通勤快車」中，除了上午下行班次外均變更為「安藝路快車」，行走時段擴展至晚上[20]。
- 2017年（平成29年）3月4日：實施時間表修正。平日黃昏上行「通勤快車」，與部分普通列車均變更為「安藝路快車」（即是加班）。行走時段延長至晚上9時時段。平日、星期六及假日於9時以後的快速列車統一名為「安藝路快車」[21]。
- 2018年（平成30年）
  - 7月6日：受到2018年7月西日本豪雨影響，吳線全線不能通行，所有班次暫停服務[22]。
  - 9月9日：隨著廣站至坂站之間重開，服務重開，但是班次數目減少了。日間早上10時以後，上下行每1小時一班，黃昏上行班次每30至40分鐘一班[23][24]。
- 2019年（平成31年）3月16日：實施時間表修正。平日和星期六與假日的時間表統一。取消星期六與假日，下行於早上9時時段、下午5時時段、6時時段（以廣站出發為基準）之班次，增加上行晚上9時時段（以廣島站出發為基準）之班次[25][26]。
- 2020年（令和2年）3月14日：實施時間表修正。再次把平日和星期六與假日的時間表分離。星期六與假日，下行於早上9時時段、下午5時時段、6時時段（以廣站出發為基準）之班次重開，取消上行晚上9時時段（以廣島站出發為基準）之班次。回復至雨災前的狀態[27]。

## 注腳